# Radoľa
Radoľa é um município da Eslováquia, situado no distrito de Kysucké Nové Mesto, na região de Žilina. Tem 6,72 km² de área e sua população em 2018 foi estimada em 1.491 habitantes.

## Demografia
| Ano:        | 1994 | 2004   | 2014   | 2024   |
| ----------- | ---- | ------ | ------ | ------ |
| Broj ljudi: | 1342 | 1372   | 1459   | 1533   |
| Razlika:    |      | +2,23% | +6,34% | +5,07% |

| Ano:               | 2023 | 2024   |
| ------------------ | ---- | ------ |
| Número de pessoas: | 1543 | 1533   |
| Diferença:         |      | -0,64% |